# Vittorio Piola

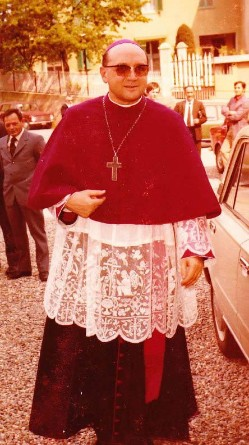
Bischof Vittorio Piola (1986)

Vittorio Piola (* 24. März 1921 in Talonno di Invorio Inferiore, Italien; † 6. August 1993 in Biella) war ein italienischer Geistlicher und römisch-katholischer Bischof von Biella.

## Leben
Vittorio Piola empfing nach dem Studium der Philosophie und Katholischen Theologie am 27. Mai 1944 durch den Bischof von Novara, Leone Giacomo Ossola OFMCap, das Sakrament der Priesterweihe.
Am 18. Juli 1970 ernannte ihn Papst Paul VI. zum Titularbischof von Atella und zum Weihbischof in Novara. Der Bischof von Novara, Placido Maria Cambiaghi B, spendete ihm am 6. September desselben Jahres in der Kathedrale Santa Maria Assunta in Novara die Bischofsweihe; Mitkonsekratoren waren der Vicegerent im Bistum Rom, Erzbischof Ugo Poletti, und der Weihbischof in Novara, Edoardo Piana Agostinetti.
Papst Paul VI. ernannte ihn am 15. Februar 1972 zum Bischof von Biella. Am 15. Mai 1986 nahm Papst Johannes Paul II. das von Vittorio Piola vorgebrachte Rücktrittsgesuch an.